# 迪纳普尔尼扎马特
25°37′58″N 85°03′35″E / 25.6328264°N 85.0597137°E
迪纳普尔尼扎马特（Dinapur Nizamat），是印度比哈尔邦Patna县的一个城镇。总人口130339（2001年）。

## 人口
该地2001年总人口130339人，其中男性69024人，女性61315人；0—6岁人口19953人，其中男10541人，女9412人；识字率55.72%，其中男性为63.53%，女性为46.92%。